# فولبت
فولبت هو الاسم التجاري لمركب عضوي له الصيغة الكيميائيةC6H4(CO)2NSCCl3، وهو مبيد فطريات مشتق من الفثاليميد (C6H4(CO)2N-)، وكلوريد ثلاثي كلورو ميثيل السلفينيل، ويكون على هيئة مادة صلبة بيضاء اللون على الرغم من أن العينات التجارية منه يمكن أن تكون بنية اللون. وهو مرتبط هيكليًا بالكابتان الذي هو أيضًا مبيد فطريات يحتوي على ثلاثي كلورو ميثيل السلفينيل.

## المقاومة
لا يزال من غير المعروف أن هناك فطريات قد اكتسبت مقاومة لمركب الفولبت حتى ديسمبر 2019 نظرًا لتأثيراته المتعددة. إلا أنه في عام 2001 أُبلغ عن درجة معينة من المقاومة المتصالبة التي نشات في العفن الرمادي الجنوب أفريقي المقاوم لمبيد للإيبروديون في محاصيل العنب.